# Rooma Mehra

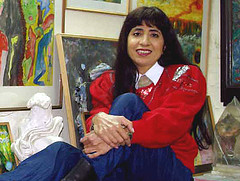
Rooma Mehra

Rooma Mehra (* 24. Januar 1967 in New Delhi) ist eine indische Dichterin und Künstlerin.
Sie hatte bereits elf Einzelausstellungen ihrer Gemälde, Reliefs und Skulpturen. Ihre Werke finden sich in der National Gallery of Modern Art (New Delhi), Lalit Kala Akademi (New Delhi), Arte Antica Gallery (Kanada) und in Privatsammlungen in der Schweiz, USA, Dänemark, Österreich, Spanien und Japan.
Sie schreibt regelmäßig Artikel für The Indian Express und andere nationale Zeitungen Indiens. 

## Bücher
- Sunshadow. P. Lal, Calcutta 1981.
- Reaching Out. 1985.
- For you. Selectbook Service Syndicate, New Delhi 1985.